# Laura Pausini

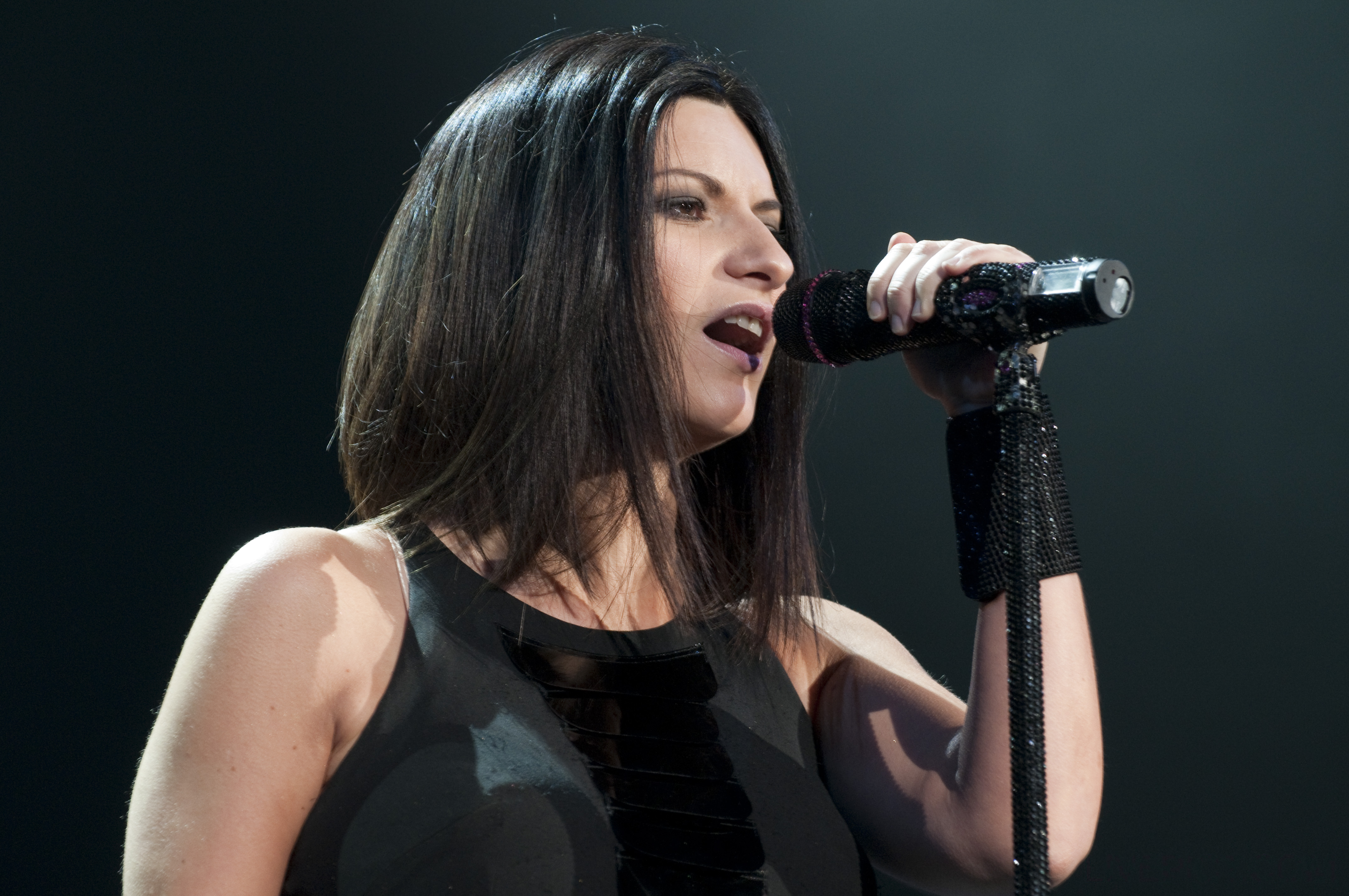
Laura Pausini (2009)

Laura Pausini (ur. 16 maja 1974 w Faenzy, Włochy) – włoska piosenkarka pop-rockowa. Jest laureatką wielu nagród branży muzycznej m.in. World Music Award dla najlepszego włoskiego wykonawcy w 2003 roku, Latin Grammy Awards dla najlepszej wokalistki w 2005, 2007, 2009 i 2018 roku, Grammy Awards dla najlepszej płyty pop w 2006 roku, Golden Globe w 2021 roku za najlepszą oryginalną piosenkę za singiel "Io Sì (Seen)", ścieżkę dźwiękową do filmu "La vita davanti a sé (The life ahead)" z Sophia Loren w roli głównej. Prowadząca 66. Konkursu Piosenki Eurowizji w Turynie. Odznaczona Orderem Zasługi Republiki Włoskiej.
Zadebiutowała 23 lutego 1993 na festiwalu włoskiej piosenki w San Remo. Wygrała ten festiwal nastrojową balladą La solitudine (Samotność). W tym samym roku zadebiutowała na rynku muzycznym, wydając płytę Laura Pausini. Śpiewa przede wszystkim po włosku i hiszpańsku, ale również po angielsku, portugalsku i francusku. Jest obdarzona skalą głosu wynoszącą 3,5 oktawy, jej głos uznawany jest za jeden z najmocniejszych głosów na świecie. Sprzedano ponad 70 milionów płyt z jej piosenkami.
W czerwcu 2007 roku jako pierwsza kobieta dała koncert na jednym z największych stadionów świata – San Siro. Wystąpiła przed ponad 70-tysięczną publicznością; tego samego roku w listopadzie wydano DVD z tego wydarzenia. Natomiast w 2009 roku na tym samym stadionie piosenkarka zorganizowała koncert charytatywny na rzecz ofiar trzęsienia ziemi w Aquili. Zaprosiła do wzięcia udziału ponad 100 piosenkarek z całych Włoch, ponad 40 z nich wystąpiło z Laurą Pausini na scenie. Z koncertu i z płyt uzbierano ponad 3 miliony euro.
Włoska wokalistka współpracowała z takimi artystami jak Andrea Bocelli, Josh Groban, James Blunt, Phil Collins, Ray Charles, Charles Aznavour, Michael Bublé, Luciano Pavarotti, Juanes, Marc Anthony, Michael Jackson, Julio Iglesias, Eros Ramazzotti, Tiziano Ferro, Luis Fonsi, Lara Fabian, Kylie Minogue.

## Dyskografia
Albumy studyjne
- L (1993)
- Laura (1994)
- ''Le cose che vivi / Las cosas que vives (1996)
- La mia risposta / Mi respuesta (1998)
- Tra te e il mare / Entre tu y mil mares (2000)
- The best of Laura Pausini / Lo mejor de Laura Pausini (2001)
- From the inside (2002)
- Resta in ascolto / Escucha (2004)
- Io Canto / Yo Canto (2006)
- Primavera in anticipo / Primavera Anticipada (2008)
- Inedito / Inédito (2011)
- 20 - The Greatest Hits (2013)
- Simili/Similares (2015)
- Fatti sentire/Hazte sentir (2018)
- Anime parallele/Almas Paralelas (2023)

Albumy live
- World tour 2001-2002 (DVD, 2002)
- Live in Paris 2005 (CD, DVD, 2005)
- San Siro 2007 (CD, DVD, 2007)
- Laura Live World Tour 09 (CD, DVD, 2009)